# Crennes-sur-Fraubée
Crennes-sur-Fraubée est une commune française, située dans le département de la Mayenne en région Pays de la Loire, peuplée de 197 habitants.
La commune fait partie de la province historique du Maine, et se situe dans le Bas-Maine.

## Géographie

### Climat
Pour des articles plus généraux, voir Climat des Pays de la Loire et Climat de la Mayenne.
En 2010, le climat de la commune est de type climat océanique altéré, selon une étude du CNRS s'appuyant sur une série de données couvrant la période 1971-2000. En 2020, Météo-France publie une typologie des climats de la France métropolitaine dans laquelle la commune est exposée à un climat océanique et est dans une zone de transition entre les régions climatiques « Normandie (Cotentin, Orne) » et « Moyenne vallée de la Loire ». 
Pour la période 1971-2000, la température annuelle moyenne est de 10,3 °C, avec une amplitude thermique annuelle de 14,2 °C. Le cumul annuel moyen de précipitations est de 909 mm, avec 13 jours de précipitations en janvier et 7,5 jours en juillet. Pour la période 1991-2020, la température moyenne annuelle observée sur la station météorologique de Météo-France la plus proche, sur la commune du Horps à 14 km à vol d'oiseau, est de 11,1 °C et le cumul annuel moyen de précipitations est de 857,1 mm,. Pour l'avenir, les paramètres climatiques de la commune estimés pour 2050 selon différents scénarios d'émission de gaz à effet de serre sont consultables sur un site dédié publié par Météo-France en novembre 2022.

## Urbanisme

### Typologie
Au 1er janvier 2024, Crennes-sur-Fraubée est catégorisée commune rurale à habitat dispersé, selon la nouvelle grille communale de densité à sept niveaux définie par l'Insee en 2022.
Elle est située hors unité urbaine. Par ailleurs la commune fait partie de l'aire d'attraction de Villaines-la-Juhel, dont elle est une commune de la couronne,. Cette aire, qui regroupe 8 communes, est catégorisée dans les aires de moins de 50 000 habitants,.

### Occupation des sols
L'occupation des sols de la commune, telle qu'elle ressort de la base de données européenne d’occupation biophysique des sols Corine Land Cover (CLC), est marquée par l'importance des territoires agricoles (63,4 % en 2018), une proportion identique à celle de 1990 (63,4 %). La répartition détaillée en 2018 est la suivante : 
prairies (43 %), forêts (34,5 %), terres arables (17,6 %), zones agricoles hétérogènes (2,8 %), zones urbanisées (2,1 %). L'évolution de l’occupation des sols de la commune et de ses infrastructures peut être observée sur les différentes représentations cartographiques du territoire : la carte de Cassini (XVIIIe siècle), la carte d'état-major (1820-1866) et les cartes ou photos aériennes de l'IGN pour la période actuelle (1950 à aujourd'hui).

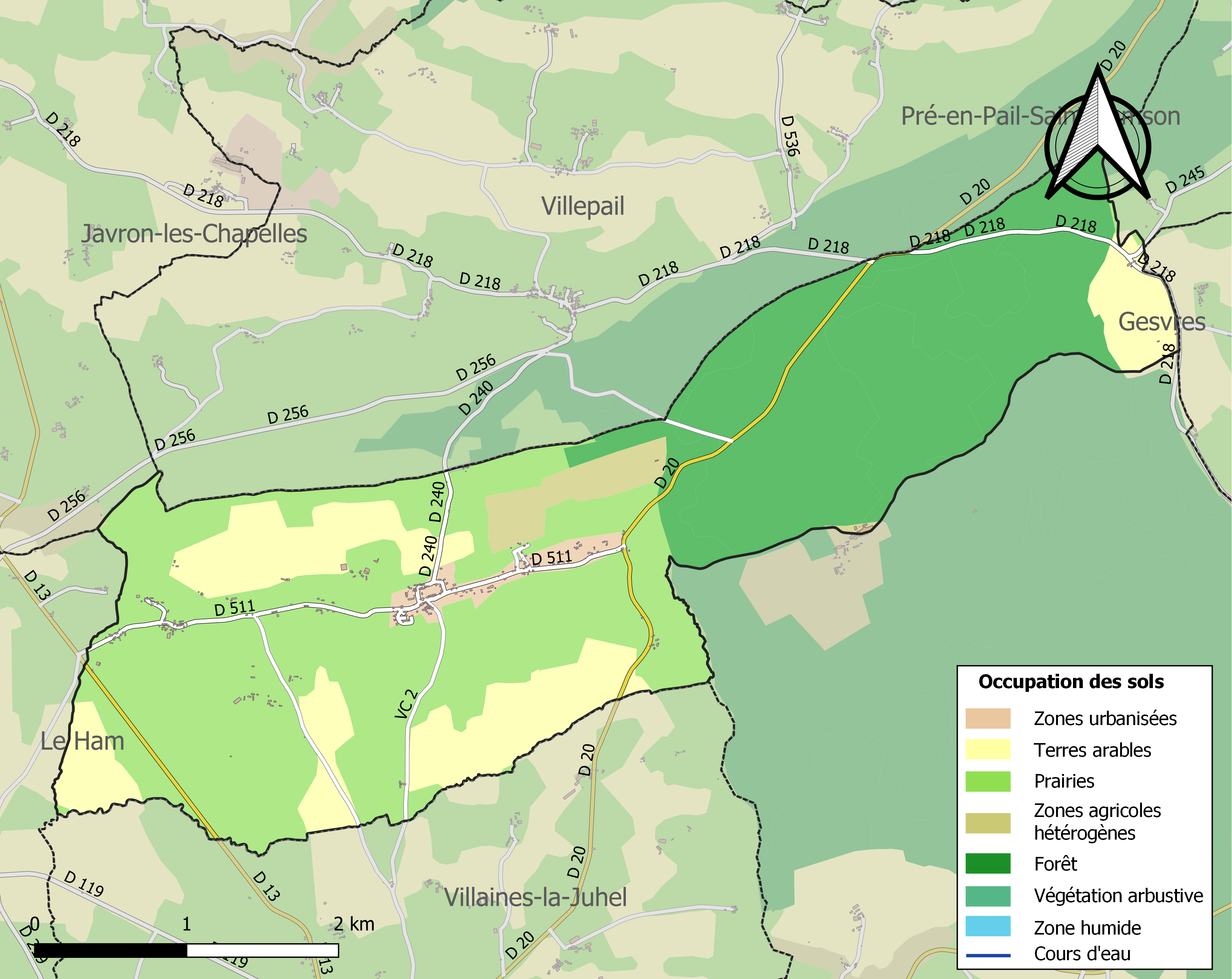
Carte des infrastructures et de l'occupation des sols de la commune en 2018 (CLC).

## Population et société

### Démographie
L'évolution du nombre d'habitants est connue à travers les recensements de la population effectués dans la commune depuis 1793. Pour les communes de moins de 10 000 habitants, une enquête de recensement portant sur toute la population est réalisée tous les cinq ans, les populations de référence des années intermédiaires étant quant à elles estimées par interpolation ou extrapolation. Pour la commune, le premier recensement exhaustif entrant dans le cadre du nouveau dispositif a été réalisé en 2004.
En 2022, la commune comptait 197 habitants, en évolution de +2,07 % par rapport à 2016 (Mayenne : −0,73 %, France hors Mayotte : +2,11 %).
| 1793 | 1800 | 1806 | 1821 | 1831 | 1836 | 1841 | 1846 | 1851 |
| ---- | ---- | ---- | ---- | ---- | ---- | ---- | ---- | ---- |
| 399  | 421  | 466  | 420  | 448  | 452  | 436  | 449  | 472  |

| 1856 | 1861 | 1866 | 1872 | 1876 | 1881 | 1886 | 1891 | 1896 |
| ---- | ---- | ---- | ---- | ---- | ---- | ---- | ---- | ---- |
| 498  | 500  | 504  | 468  | 517  | 504  | 448  | 440  | 416  |

| 1901 | 1906 | 1911 | 1921 | 1926 | 1931 | 1936 | 1946 | 1954 |
| ---- | ---- | ---- | ---- | ---- | ---- | ---- | ---- | ---- |
| 416  | 392  | 352  | 274  | 280  | 284  | 305  | 264  | 233  |

| 1962 | 1968 | 1975 | 1982 | 1990 | 1999 | 2004 | 2006 | 2009 |
| ---- | ---- | ---- | ---- | ---- | ---- | ---- | ---- | ---- |
| 238  | 180  | 158  | 180  | 190  | 178  | 183  | 186  | 206  |

| 2014 | 2019 | 2022 | - | - | - | - | - | - |
| ---- | ---- | ---- | - | - | - | - | - | - |
| 196  | 194  | 197  | - | - | - | - | - | - |

### Enseignement
- Il n'y a pas d'établissement scolaire dans cette commune.

## Lieux et monuments
- Crennes-sur-Fraubée abrite une partie du site Natura 2000 de la forêt de Multonne[20].

## Héraldique
| Blason de Crennes-sur-Fraubée | Blason  | D’azur, à la plaine d’argent, sur laquelle passe un loup d’or, accompagné en chef d’une gerbe du même. |
| Blason de Crennes-sur-Fraubée | Détails | L’azur indique la présence de l’eau comme l’indique le nom du village qui fait référence à la rivière qui traverse le territoire communal au sud, auquel s’ajoute le ruisseau de Rou Pérou. Cette couleur rappelle aussi celle de l’ancienne province du Maine à laquelle se rattache Crennes-sur-Fraubée. La plaine symbolise l’emplacement du village sur une partie plane de la corniche de Pail. Le loup image le nom du logis seigneurial à l’origine de la fondation du village : Le fief de Saint-Loup. La gerbe de blé représente le nom du village qui signifie le chaume. Elle permet également d’honorer l’agriculture du village. Les ornements sont deux branches de chêne de sinople, fruitée d’or, mises en sautoir par la pointe et liées d’argent afin de rappeler la forêt de Pail. Le listel d'argent porte le nom de la commune en lettres majuscules de sable. La couronne de tours dit que l’écu est celui d’une commune ; elle n’a rien à voir avec des fortifications. Le statut officiel du blason reste à déterminer. |